# A320高速公路
A320高速公路是法国的一条高速公路，始于弗雷曼- Merlebach，终于德国A6高速，与A4高速相连。A320西南-东北走向，经过Forbach等城镇。该高速全长16千米，于1971年建成通车。